# Дарасунське міське поселення
Дарасу́нське міське поселення (рос. Дарасунское городское поселение) — міське поселення у складі Каримського району Забайкальського краю Росії.
Адміністративний центр та єдиний населений пункт — селище міського типу Дарасун.

## Населення
Населення міського поселення становить 6713 осіб (2019; 7325 у 2010, 8106 у 2002).